# Santa Magdalena de l'Astor
Santa Magdalena de l'Astor és una església romànica de Pujalt (Anoia) inclosa a l'Inventari del Patrimoni Arquitectònic de Catalunya.
Està situada fora del recinte emmurallat de l'Astor (Pujalt), i es troba documentada des del 1157. En origen era una església sufragània de Santa Maria de Segur i depenia de la canònica de l'Estany (Bages), dins del bisbat de Vic, al qual encara pertany. Va ser reformada al segle xvi, el 1520 s'hi construí el campanar.

## Descripció
És un edifici de planta rectangular amb una sola nau, renovat l'any 1520. al mur de ponet hi ha una porta adovellada amb arquivolta ornada amb un relleu lineal i impostes amb el mateix dibuix. Té un petit campanar de paret amb dos ulls, construït segurament a la renovació de l'any 1520.
L'absis no està marcat en planta. La nau està coberta amb volta de creueria i presenta tres capelles per costat, dues d'elles d'arc apuntat de pedra i la resta d'arc de mig punt arrebossat. El presbiteri està presidit per un retaule i queda elevat de la resta de la nau per dos graons. Als peus del temple hi ha un cor sostingut amb bigues i delimitat amb barana de fusta. Des de l'interior, el portal d'accés és d'arc apuntat. El frontis és de marcada verticalitat. La portada, situada a ponent, és fruit de la reforma del segle xvi. presenta un portal d'arc de mig punt adovellat amb arquivolta, amb un escut heràldic a sobre. Se singularitza pel guardapols exterior que retorna format impostes laterals.
Està rematada per un campanar d'espadanya descentrat, obert amb dos ulls d'arc de mig punt. El parament dels murs és de pedra vista disposada en filades. Antigament l'edifici del costat era la casa parroquial. Actualment depèn de la parròquia de Segur.
D'aquesta església procedeixen dues imatges, una de sant Cosme i l'altra de sant Damià. Es tracta de dues talles de fusta que daten del segle xiii ja que segueixen una representació humanitzada i realista de les figures. Actualment es troben al Museu Episcopal de Vic.